# Região dos Lagos
Região dos Lagos, também classificada como Região da Costa do Sol, é uma região do Rio de Janeiro. Possui uma área de 2.004,003 km², sua população atual é de 538.650 habitantes e está dividida em sete municípios, são eles: Araruama, Armação dos Búzios, Arraial do Cabo, Cabo Frio, Iguaba Grande, São Pedro da Aldeia, Saquarema, a leste da capital do Rio de Janeiro. É considerada uma das mais belas regiões do litoral fluminense, marcada pelo turismo e pela indústria do sal. Tem importância para a cidade do Rio de Janeiro comparável a Baixada Santista para a cidade de São Paulo.
Segundo a divisão geográfica do Instituto Brasileiro de Geografia e Estatística (IBGE) vigente entre 1989 e 2017, a Região dos Lagos era considerada uma microrregião que fazia parte da mesorregião das Baixadas Litorâneas. Em 2017, o IBGE extinguiu as mesorregiões e microrregiões, criando um novo quadro regional brasileiro, com novas divisões geográficas denominadas, respectivamente, regiões geográficas intermediárias e imediatas.
Em 2013, juntamente com o município de Cachoeiras de Macacu, Rio Bonito passa a pertencer a Região Metropolitana do Rio de Janeiro por conta da instalação do COMPERJ (Complexo Petroquímico do Rio de Janeiro).
Sua temperatura média anual é de 24,2 graus celsius.

## Cidades
No total, a Região dos Lagos é formada por sete municípios que compreendem mais de 100 quilômetros de litoral: Araruama, Armação dos Búzios, Arraial do Cabo, Cabo Frio, Iguaba Grande, São Pedro da Aldeia,  Saquarema. Todas elas são marcadas por inúmeras lagoas e praias, desde as de mar aberto até aquelas de enseada, com águas calmas, favoráveis para o mergulho. Dentre os municípios citados, os principais são Araruama e Cabo Frio, que são os maiores em questões econômicas, territoriais e turísticas (Nesse quesito podem-se incluir também Arraial do Cabo e Búzios).
| Município           | Área (km²) | População em 2010 | PIB (R$ 1.000,00) em 2008 | PIB per capita em 2008 |
| ------------------- | ---------- | ----------------- | ------------------------- | ---------------------- |
| Araruama            | 633,795    | 116.418           | 1.264.898 mil             | 9.188,91               |
| Armação dos Búzios  | 69,287     | 27.538            | 1.471.344 mil             | 53.115,19              |
| Arraial do Cabo     | 152,305    | 27.770            | 328.840 mil               | 12.345,71              |
| Cabo Frio           | 400,693    | 186.222           | 6.579.881 mil             | 36.426,39              |
| Iguaba Grande       | 53,601     | 22.858            | 178.111 mil               | 8.023,40               |
| São Pedro da Aldeia | 339,647    | 88.013            | 667.164 mil               | 8.042,87               |
| Saquarema           | 354,675    | 74.221            | 724.588 mil               | 10.678,78              |

## Transporte
A região conta com um aeroporto internacional, o Aeroporto de Cabo Frio e um heliporto em Búzios, um dos principais do estado do Rio de Janeiro e que serve a toda a região. Outro aeroporto próximo é o de Macaé, situado no norte fluminense.
A via de acesso à capital fluminense se dá pela Via Lagos ou RJ-124 e pela BR-101, a partir do município de Rio Bonito. Outros acessos estão a RJ-102 que liga Búzios até o distrito de Praia Seca, a Rodovia Amaral Peixoto (RJ-106) liga os municípios da Região dos Lagos à Maricá e a Niterói, passando por Monte Alto, Figueira, Arraial do Cabo, Praia Seca, Araruama e Saquarema (Serra da Castelhana e Mato Grosso) e sendo uma rota alternativa a RJ-124, por não existir pedágios e ser mais rápida, cortando uma bela região de Mata Atlântica e por fim a RJ-128, que conecta a RJ-124 (Via Lagos) a RJ-106 (Via Serra) no distrito de Bacaxá, em Saquarema.

## Economia

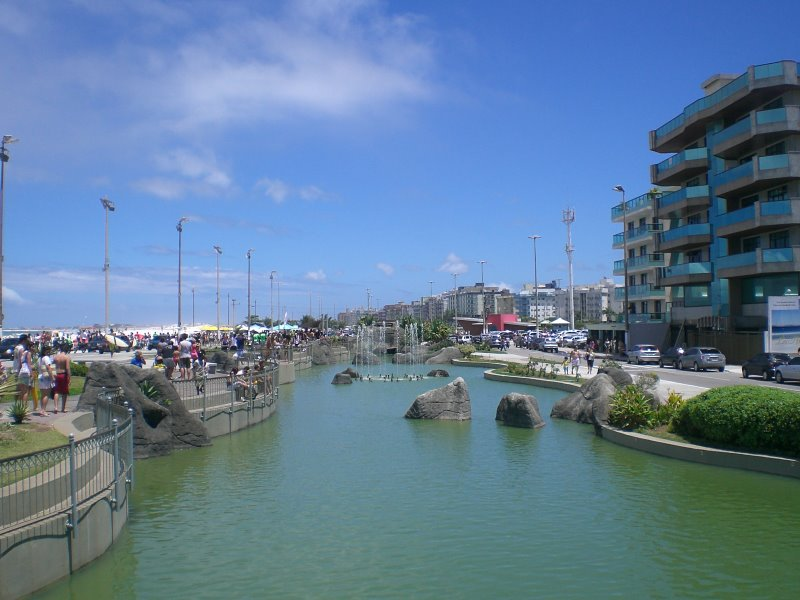
Cabo Frio, cidade mais rica da região.

A atividade mais tradicional encontrada na região continua sendo a extração de sal marinho, presente em abundância por toda a costa fluminense. Geralmente junto às salinas encontram-se os moinhos de ventos, considerados também um dos símbolos da região, juntamente com os 300 dias de sol por ano.
Ao visitar as várias cidades que compõem o cenário dessa região litorânea, não é difícil encontrar colônias de pescadores espalhadas pelas praias mais calmas. Apesar de todo o desenvolvimento, ainda existem muitas famílias que vivem em função da pesca, o que intensifica ainda mais a tonalidade rústica de algumas de suas paisagens.
Outra atividade muito intensa na região dos lagos é o turismo, principalmente em cidades como Búzios, Saquarema e Cabo Frio, que recebem milhares de turistas anualmente no verão.

## Demografia
Em 2010, a população da região era de 538.470, sendo 88,7% da população residente em área urbana e 11,3% da população residente em área rural e 49% da população pertencia ao sexo masculino, enquanto 51% da população pertencia ao sexo feminino.

### Etnias
| Cor/Raça | Percentagem |
| -------- | ----------- |
| Branca   | 48,2%       |
| Parda    | 39,1%       |
| Negra    | 12%         |
| Amarela  | 0,6%        |
| Indígena | 0,1%        |

Fonte: IBGE

### Religião
| Religião         | Percentagem |
| ---------------- | ----------- |
| Católicos        | 36,6%       |
| Evangélicos      | 37,8%       |
| Espíritas        | 2,7%        |
| Sem Religião     | 18,4%       |
| Outras religiões | 4,5%        |

Fonte: IBGE

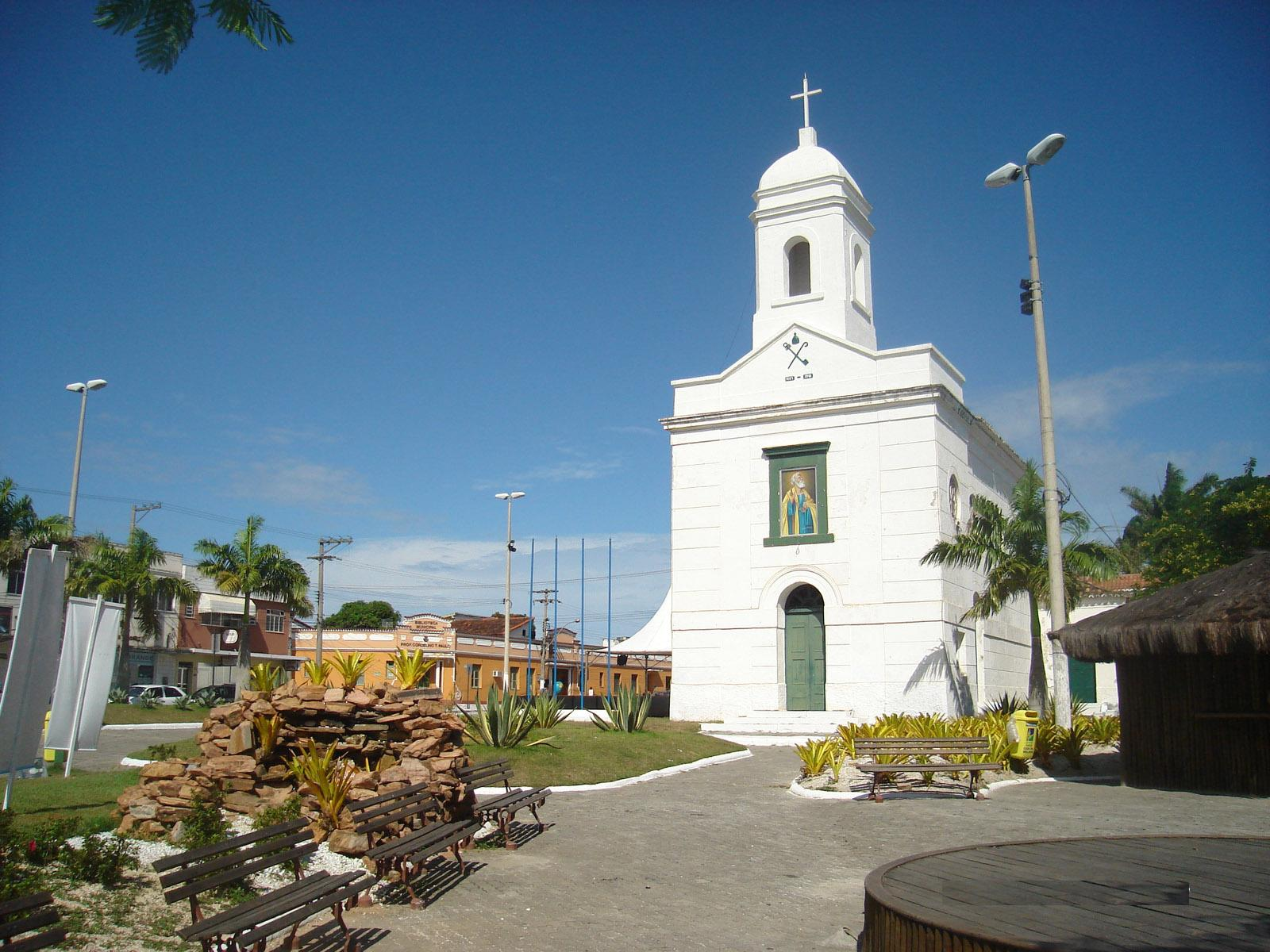
Igreja Matriz do município de São Pedro da Aldeia

A Maioria da população local é pertencente a religião evangélica, porém pouco a frente da religião católica, também muito presente na região. Entre os católicos, a cidade com maior percentual é Arraial do Cabo com 46,1% e a com o menor número da religião é Armação dos Búzios com apenas 31,1% da população adeptos ao catolicismo. Com os evangélicos, o município com mais adeptos da religião é São Pedro da Aldeia com 42,8% da população sendo evangélica e o município com menos adeptos é Saquarema com apenas  30,1% adepta ao Protestantismo.

## Turismo
O turismo compõe uma grande parcela do PIB da região, principalmente dos municípios de Araruama, Saquarema, Cabo Frio, Arraial do Cabo e Búzios. Dentre todas essas citadas, as mais visitadas por turistas são Arraial do Cabo, Cabo Frio e Búzios. A região é conhecida por sua vida noturna, belezas naturais e praias.

### Araruama

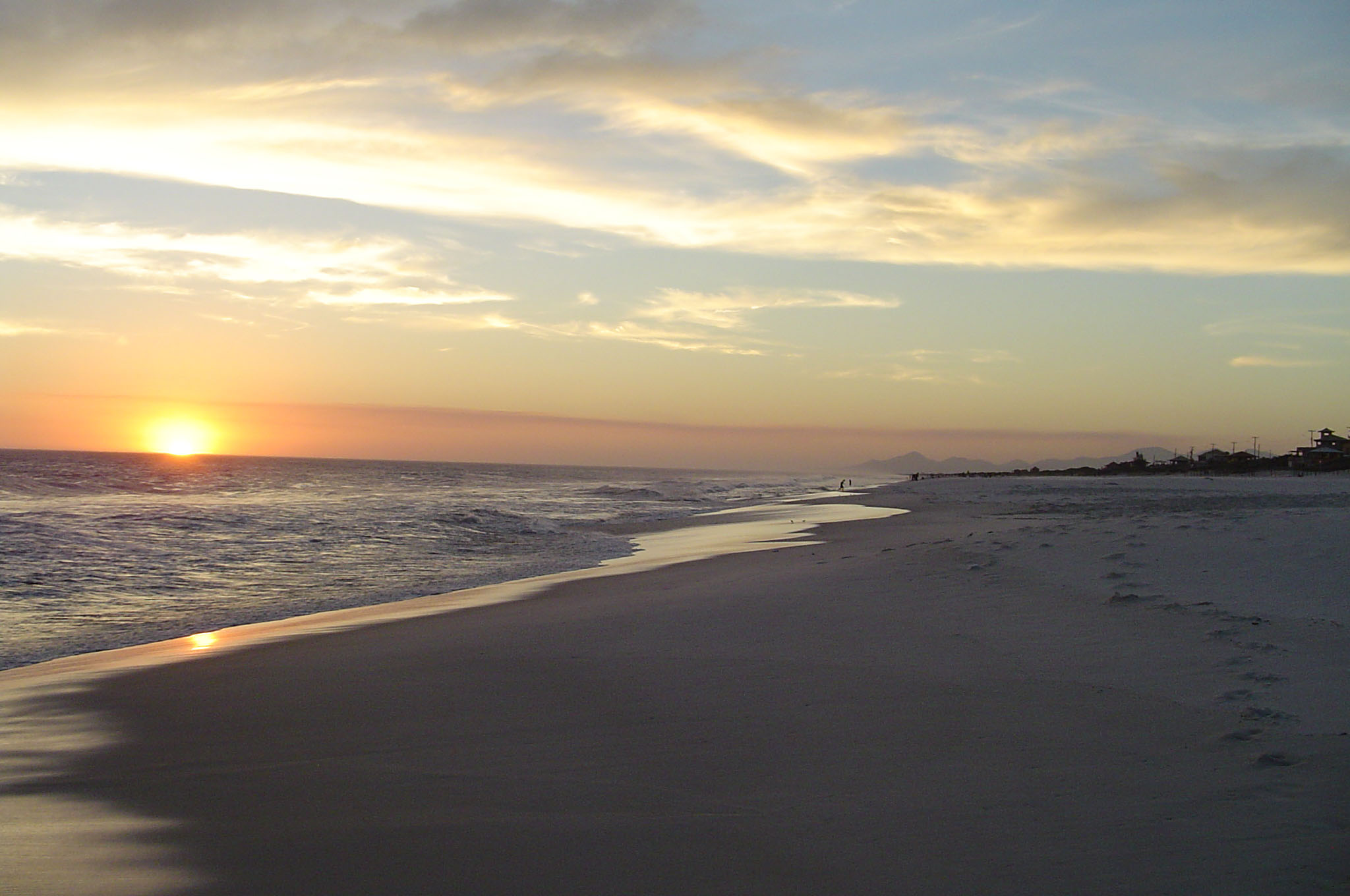
Araruama

Araruama é conhecida pela sua vocação turística familiar, e pela sua grande extensão urbana e econômica. Existem dentro da área do município cerca de 13 praias banhadas pela Laguna Araruama, que estão entre as melhores para prática de esportes náuticos no mundo, além de cerca de 5 praias oceânicas. Na área urbana da cidade ficam localizados os distritos de Araruama (centro e bairros próximos), famoso pela característica urbana e pelas suas praias: o de Praia Seca (Bairros da faixa que beira o Oceano Atlântico, afastados do centro), famoso pelas praias oceânicas com águas cristalinas e ondas ideais para a prática do Surf, e as famosas salinas; e Iguabinha, famoso pela vocação de veraneio. Na área rural estão os distritos de São Vicente e Morro Grande. Hoje, além das belas praias, Araruama é reconhecida pela sua qualidade de vida e grande comércio, tornando-se, junto com Cabo Frio, o principal centro urbano e um dos maiores centros turísticos de toda a Região dos Lagos.

### Búzios
Búzios é muito famosa também por suas praias, que ganharam atenção mundial desde a passagem da atriz Brigitte Bardot pela cidade. Desde a década de 1980 é muito frequentada por argentinos e uruguaios. A partir da sua emancipação do Município de Cabo Frio em 1995, Búzios se consolidou como um dos principais destinos turísticos fluminenses e brasileiros

### Arraial do Cabo
Arraial do Cabo é conhecida pelo fenômeno da ressurgência, comum a toda a região mas que atinge seu ponto alto nas praias do município, e com isso recebe a alcunha de a capital do mergulho. Além disso, possui praias famosas por suas águas tranquilas e cristalinas, que fazem da cidade o principal cartão postal da região, sendo um grande destino turístico. Uma questão que afasta o turismo da cidade é o baixo investimento privado e a negligência do setor público com a veloz favelização da cidade.

### Cabo Frio
Cabo Frio se mantém, junto com Araruama, como o grande centro político e urbano da região, aliando a infraestrutura aérea com maior quantidade de serviços. Cabo Frio evolui espantosamente, com sua incrível queima de fogos, que se compara com a apresentação que ocorre na praia de Copacabana, assim como a de outros municípios da região, a queima de fogos de Cabo Frio e Búzios, pode ser vista de Rio das Ostras, num lindo arco desenhado pelo litoral fluminense. Cabo Frio ostenta o melhor estádio de futebol da região, o Estádio municipal Alair Correa, o "Correão", Utilizado pela Cabofriense e pelo Cabo Frio Esporte Clube, inaugurado pelo prefeito Alair Corrêa. Outro ponto turístico imperdível é o Canal do Itajurú e a famosa rua dos biquinis, que atualmente é um grande shopping praticamente em céu aberto, com inúmeras lojas de roupa de praia com excelentes preços para comercialização e varejo. 

### São Pedro da Aldeia
São Pedro da Aldeia é destaque por ser a cidade conservadora da história, não só do município, mas de toda a região. Na cidade é possível encontrar a Casa da Flor e a Igreja Matriz, ambas tombadas pelo Patrimônio histórico; o único Museu da Aviação Naval do Brasil, e em fase de conclusão o Museu Ferroviário da Região dos Lagos na Antiga estação São Pedro. As praias são um capítulo a parte, águas termicamente agradáveis banhadas pela Laguna Araruama, a maior laguna hipersalina do mundo. Esportivamente, São Pedro da Aldeia é excelente para prática de esportes náuticos, como kitesurf, Windsurf e Iatismo, por ter ventos fortes e águas tranquilas.

### Saquarema

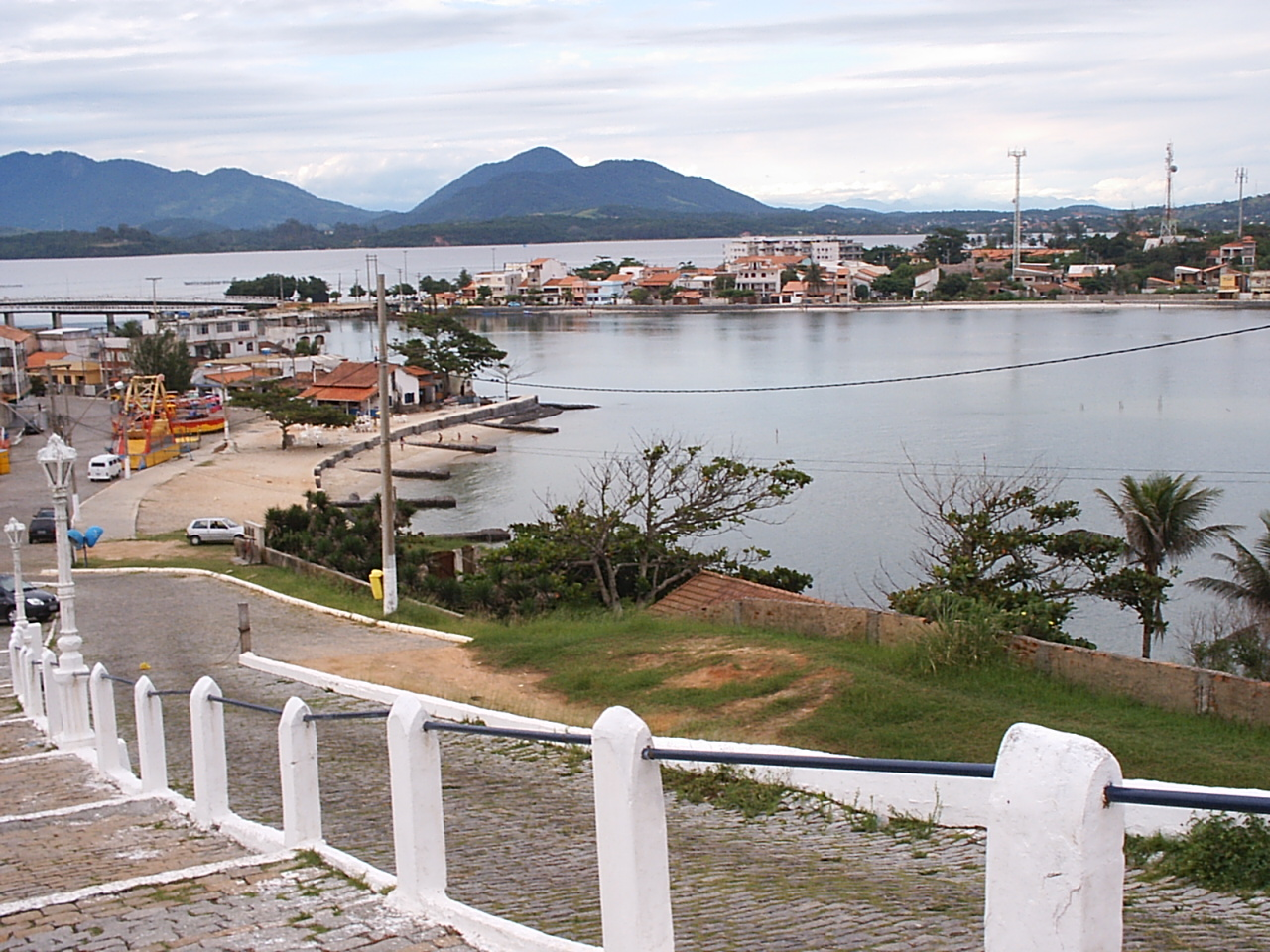
Saquarema

Saquarema é conhecida pelo Aryzão - Centro de Desenvolvimento de Voleibol de Saquarema e pelas belas praias, principalmente a Praia de Itaúna, conhecida nacionalmente e internacionalmente como o "Maracanã do Surf" e "Capital Nacional do Surf" pelas suas ondas excelentes para o Surf, por este motivo, o campeonato internacional de surf (WCT) foi transferido, em 2017, da praia da Barra no Rio para a praia de Itaúna, devido à maior qualidade da água e das ondas desta última. Há também a Igreja de Nossa Senhora de Nazareth, cartão postal da cidade. Saquarema também contém o templo do rock, casa-museu do roqueiro Serguei. As suas lagoas são ótimas para a pratica de wind-surf, além de serem rasas e balneáveis. Seguindo nos esportes radicais, a cidade é um conhecido centro de prática de voos em para-motor, além de possuir uma conhecida rampa de voos livres, em Sampaio Correia, na serra do Mato Grosso. As belíssimas cachoeiras do tingui, também fazem parte dos inúmeros atrativos naturais de Saquarema, bem como a reserva de Jacarepiá, que abriga a única lagoa de água doce de toda a região dos lagos, sendo parte da APA de Massambaba.

### Iguaba Grande
Diferente das outras cidades da região, Iguaba Grande tem a mesma estrutura turística menos sofisticada, não tem uma grande quantidade de visitantes e nem as mesmas opções de lazer. É exatamente essa calma extrema que anda atraindo turistas que não suportam tumultos ou filas quando saem de férias. 
A maior atração da cidade é uma lagoa com alto índice de salinidade e o sol forte que brilha quase ininterrupto. Pelo posicionamento geográfico da cidade, as chuvas acabam caindo, na maioria das vezes, na parte da noite, o que proporciona dias de sol e calor em todas as estações do ano.

### Rio das Ostras
Rio das Ostras é um município brasileiro das Baixadas Litorâneas, no estado do Rio de Janeiro. Localiza-se no litoral norte do estado, a 22º31'37" de latitude sul e 41º56'42" de longitude oeste, a uma altitude de quatro metros. Sua população estimada pelo Instituto Brasileiro de Geografia e Estatística (IBGE), em 2019, foi de 150 674 habitantes.
Dotado de belas praias, tem recebido altos investimentos aplicáveis em infra-estrutura provenientes dos royalties concedidos pela Petrobras na área em questão. As praias mais conhecidas são: Praia da Tartaruga, Praia do Centro, Praia do Bosque e Costazul. Nesta última existe a possibilidade da prática do surfe. Um dos pontos mais visitados no município é a Praça da Baleia, ao final da praia de Costazul. Nesta praça, há uma estátua de baleia Jubarte esculpida em bronze.